# Teritoriul Oklahoma
Teritoriul Oklahoma a fost un teritoriu organizat și încorporat al Statelor Unite existent între 2 mai 1890 și 16 noiembrie 1907, când a fost unit cu Teritoriul Indian sub o nouă constituție și admis în Statele Unite ale Americii sub numele de Statul Oklahoma.

## Istorie

### Organizarea
Istoria teritoriului Oklahoma a început odată cu Legile Relațiilor cu Indienii din 1834 atunci când Congresul Statelor Unite a pus deoparte pământ pentru amerindieni. La acea vreme, pământul era teritoriu neorganizat, format din posesiunile federale „la vest de Mississippi și nu în statele Missouri și Louisiana, sau în teritoriul Arkansas...” În 1856, teritoriul ajunsese să fie redus la granițele actuale ale statului Oklahoma. Aceste teritorii au ajuns să poarte numele de Teritoriul Indian, întrucât fuseseră acordate unor popoare amerindiene prin Legea Înlăturării Indienilor, în schimbul teritoriilor lor istorice de la est de râul Mississippi.
Până în acel moment, teritoriul fusese utilizat exclusiv de amerindieni. În 1866, după Războiul Civil American, guvernul federal a impus noi tratate triburilor care susținuseră Confederația, obligându-le să facă diverse concesii, inclusiv teritoriale. Cele Cinci Triburi Civilizate au fost obligate să-și emancipeze sclavii și să le acorde cetățenie cu drepturi depline în triburile lor, în schimb triburile păstrându-și autonomia. Multe din triburile din Teritoriul Indian au acceptat. Oficialii federali au impus cedarea a circa 8.100 km² de pământ din centrul teritoriului.
În presă a început să se folosească sintagmele Pământurile Nealocate sau Oklahoma iar cei care susțineau colonizarea lor să fie denumiți Boomers. Pentru a împiedica colonizarea pământurilor de către americanii europeni, în aprilie 1879, președintele Rutherford B. Hayes a dat o proclamație prin care interzicea pătrunderea fără permisiune în Teritoriul Indian.

### David Payne și Boomerii
În ciuda interdicției federale, revendicările de pământ nu au încetat. Căpitanul David L. Payne era unul dintre principalii susținători ai deschiderii Oklahomei pentru colonizarea de către albi. Payne a călătorit în Kansas, unde a înființat „Asociația Colonială” a Boomerilor. Organizația lui Payne spera să înființeze o colonie de albi în Pământurile Nealocate și avea 10.000 de membri. Formarea grupului l-a făcut la 12 februarie 1880 pe președintele Hayes să dea o proclamație prin care îi ordona explicit lui Payne să nu intre în Teritoriul Indian. Ca răspuns, Payne și grupul său s-au dus la Camp Alice în Pământurile Nealocate, la est de Oklahoma City. Acolo, au demarat planurile înființării unui oraș denumit de ei Ewing. Au fost arestați de Cavaleria a Patra, duși la Fort Reno și de acolo înapoi în Kansas. Payne era furios, întrucât legile interziceau armatei să se implice în chestiuni civile. Payne și grupul său au fost eliberați—ceea ce a făcut să nu apară în vreun tribunal.
Dornic să-și prezinte cazul în fața unei instanțe judecătorești, Payne s-a întors în iulie la Ewing cu un grup și mai mare. Acesta a fost din nou arestat de armată și escortat în Kansas. Din nou, ei au fost eliberați, dar de această dată guvernul federal a declanșat urmărirea penală a lui Payne pentru încălcare a proprietății în conformitate cu Legile Relațiilor cu Indienii; procesul s-a desfășurat la Ft. Smith, Arkansas. Judecătorul Isaac Parker l-a găsit pe Payne vinovat și i-a aplicat amenda penală maximă, de o mie de dolari. Întrucât Payne nu avea bani și proprietăți, amenda nu a putut fi colectată. Decizia instanței nu dădea un răspuns final chestiunii terenurilor aflate în domeniul public, iar Payne a continuat activitățile sale.
Payne a încercat să pătrundă pentru a treia oară în Pământurile Nealocate. În decembrie, Payne și grupul său s-au deplasat de-a lungul frontierei nordice a Teritoriului Indian. Au fost urmați de o unitate de cavalerie sub comanda colonelului J.J. Copinger. Colonelul Copinger l-a avertizat pe Payne că dacă va trece frontiera, i se va opune „rezistență forțată”. Întrucât numărul de Boomeri a crescut, ei au trimis un mesaj președintelui Hayes cerând permisiunea să pătrundă în Teritoriul Indian. După mai multe săptămâni fără răspuns, Payne și-a condus susținătorii pe Pământurile Nealocate. Din nou, ei au fost arestați, iar Payne trimis înapoi la Fort Smith. A fost din nou găsit vinovat și condamnat la o nouă amendă de 1.000 de dolari. După eliberare, s-a întors în Kansas, unde a încercat vreme de patru ani să obțină deschiderea Oklahomei.
În ultima acțiune a lui Payne, de această dată în Cherokee Outlet în 1884, armata l-a arestat din nou. A parcurs câteva sute de kilometri în condiții grele, pe un traseu foarte dificil până la Ft. Smith. Tratamentul ce i-a fost aplicat de către armată a fost aspru criticat de public și guvernul SUA a hotărât să lase cazul să fie judecat. Payne a fost predat Tribunalului Districtual al SUA de la Topeka, Kansas. La termenul din aceeași toamnă, judecătorul Cassius G. Foster a desființat capetele de acuzare și a hotărât că colonizarea Pământurilor Nealocate nu este o infracțiune. Boomerii au sărbătorit, dar guvernul federal a refuzat să accepte hotărârea.
Payne a pus la cale o nouă expediție, dar nu a condus-o. La 28 noiembrie 1884, la Wellington, Kansas, în dimineața după un discurs adresat Boomerilor, a murit subit.

### William Couch și deschiderea

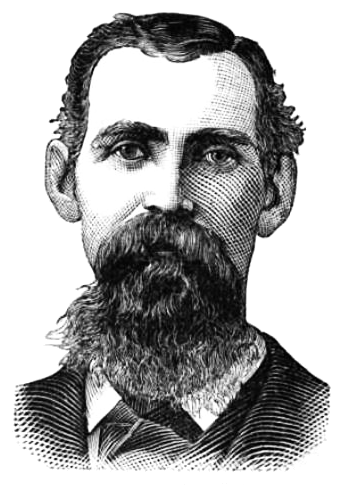
Captain W.L. Couch—1888

După moartea lui Payne, asociatul său William L. Couch a preluat conducerea mișcării. în decembrie 1884, Couch i-a dus pe Boomeri în Teritoriul Indian și a înființat tabăra Stillwater la 12 decembrie 1884. Președintele James Garfield a trimis un mic detașament militar să-l scoată pe Couch din teritoriu. Soldații au fost întâmpinați de 200 de bărbați înarmați care refuzau să se lase mutați. După ce au sosit alți 600 de soldați pentru întărire, ofițerii le-au dat Boomerilor termen 48 de ore să părăsească zona. După ce Boomers au refuzat, comandanții militari și-au dus trupele în Kansas și au tăiat liniile de aprovizionare ale lui Couch. În scurt timp, cu proviziile de hrană epuizate, Couch și ceilalți Boomeri au fost escortați înapoi în Kansas.
Ca răspuns la afirmațiile lui Couch că guvernul federal îi discriminează, la 3 martie 1885, Congresul a aprobat Legea Proprietăților Indiene din 1885. Legea recunoștea dreptul amerindienilor de proprietate și de înstrăinare asupra terenurilor neocupate de către amerindienii Creek, Seminole și Cherokee. Couch a încetat să mai fie colonist și a început să facă lobby.
Couch a petrecut patru ani la Washington, D.C. încercând să convingă Congresul să deschidă Oklahoma. Mulți indieni din cele Cinci Triburi Civilizate au făcut și ei lobby împotriva lui Couch. În ianuarie 1889, Pleasant Porter s-a aflat în fruntea unui grup de indieni Creek care ofereau spre vânzare terenurile neocupate. După câteva săptămâni, ei și-au vândut pământurile nealocate Statelor Unite. Aceste pământuri nealocate cuprindeau peste 12.000 km² în inima Teritoriului Indian.
La 2 martie 1889, Congresul a adoptat un amendament la Legea Proprietăților Indiene din 1889, care stipula permisiunea acordată pentru înființarea gospodăriilor de subzistență în Pământurile Nealocate, denumite oficial Oklahoma. Președintele Benjamin Harrison a anunțat că ocuparea pământurilor în Oklahoma va fi deschisă la 22 aprilie pe principiul primului sosit. La goana după pământ urmau să participe toate persoanele de cel puțin 21 de ani și avea să aibă loc la prânz.

### Goana după pământ și Soonerii
Goana după pământ din 1889, prima goană după pământ din istoria teritoriului, a deschis teritoriul Oklahoma pentru colonizare la 22 aprilie 1889. Peste 50.000 de oameni au pătruns în teritoriu în prima zi, printre ei numărându-se câteva mii de sclavi eliberați și urmași ai foștilor sclavi. Couch și Boomerii săi, ajunși să numere 14.000 de oameni, se numărau printre cei înscriși. Cei care au trișat, pătrunzând în Oklahoma înainte de startul oficial, au fost denumiți Sooneri.
La prânz, când a început cursa, mii de cai, care, căruțe și alte vehicule s-au grăbit să treacă în Oklahoma. Cei care au respectat regulile s-au luptat în câteva cazuri cu Soonerii. Un colonist corect l-a împușcat pe William Couch, care a fost unul din Sooneri. El a murit din cauza rănii provocate după un an, la 21 aprilie 1890.
La sfârșitul cursei, mulți coloniști dezamăgiți au fost nevoiți să plece fără să obțină pământ. Din cei 14.000 de Boomeri, doar 1.000 făcuseră vreo revendicare. Orașe de corturi au crescut peste noapte la Oklahoma City, Kingfisher, El Reno, Norman, Guthrie și la prima așezare, Stillwater.

### Începutul perioadei teritoriale

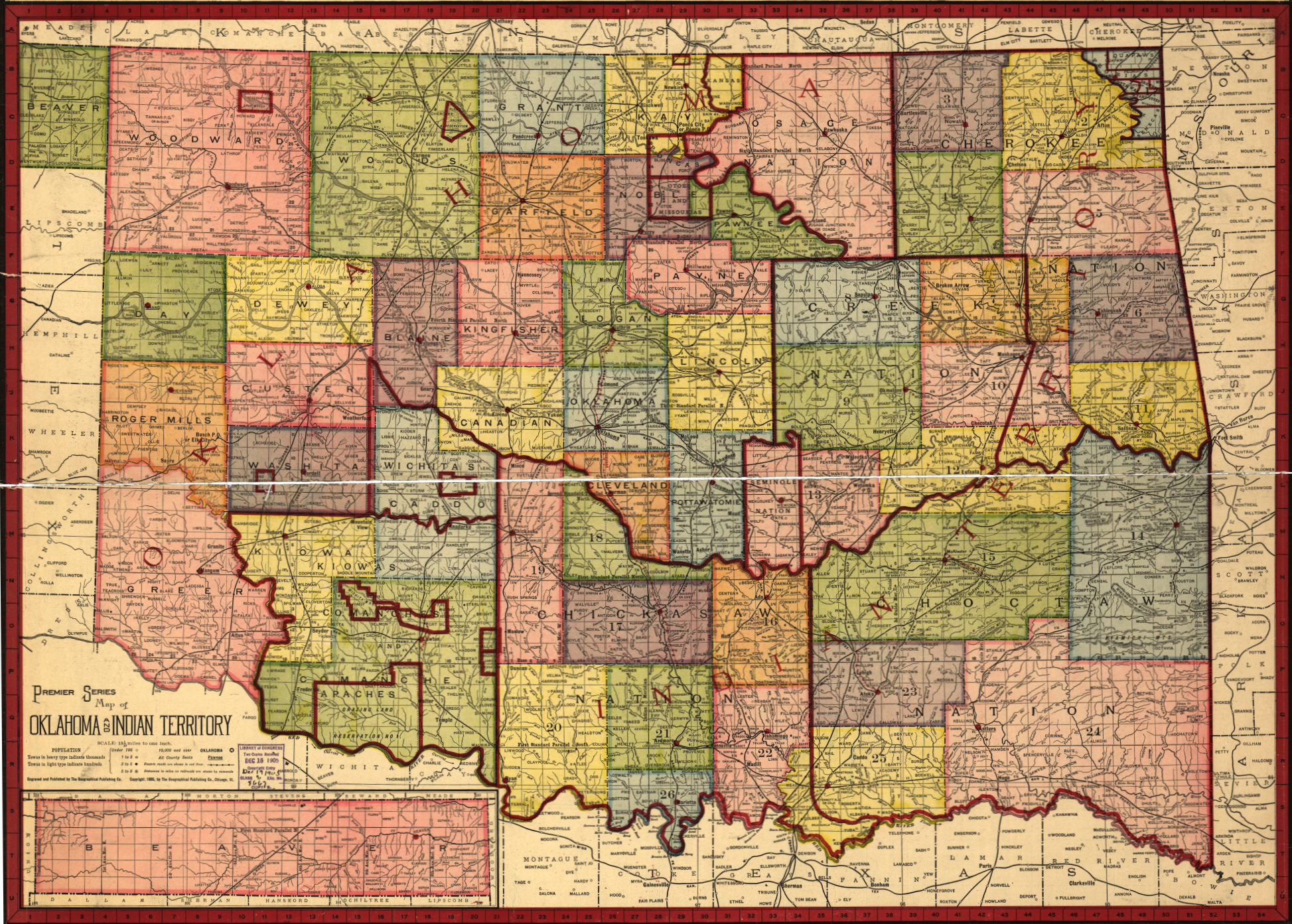
Teritoriul Oklahoma conţinea 26 de comitate plus pământurile Osage—Teritoriul Indian consta din 26 de districte plus pământurile Seminole.

Sumara legislație ce stipula deschiderea colonizării nu preciza cum va fi guvernată Oklahoma. Nu s-au înființat organe de poliție și nici instanțe judecătorești; aplicarea legii era în sarcina armatei federale iar tribunalul districtual din Districtul Vestic Arkansas condus de judecătorul federal Isaac Parker era singura instanță judecătorească abilitată. Cu toate acestea, teritoriul a fost unul liniștit. Mare parte din disputele funciare au fost rezolvate fără vărsare de sânge, deși unele au fost rezolvate abia după câțiva ani. Peste un an de zile, locuitorii din teritoriul Oklahoma au fost semiautonomi. Singurul guvern din această perioadă a fost cel înființat prin consensul cetățenilor, și totuși legea nu a fost încălcată mult prea mult, iar viața și proprietatea cetățenilor au fost protejate.
În anul următor, la 2 mai 1890, Congresul a adoptat Legea Organică a Oklahomei, prin care jumătatea vestică a Teritoriului Indian era organizată în teritoriul Oklahoma. Partea de est a rămas în administrația triburilor amerindiene autonome, în principal cele Cinci Triburi Civilizate, sub numele de teritoriul Indian. Congresul a înglobat în teritoriul Oklahoma și fâșia de teren denumită Țara Nimănui, cuprinzând 149.000 km², devenită comitatul Beaver. În septembrie 1890, cei 5.200 km² ai rezervațiilor triburilor Sac șiFox, Iowa și Pottawatomie din partea estică a teritoriului Oklahoma au fost deschise colonizării. În primăvara următoare, cei 17.797 km² de pământ ai triburilor Cheyenne și Arapaho au fost deschise și ele. Au fost urmate la 16 septembrie 1893, de Cherokee Outlet, și pe acest teritoriu s-au înființat comitatele Kay, Grant, Woods, Woodward, Garfield, Noble și Pawnee pe cei 24.338 km². În 1895 a fost colonizată rezervația Kickapoo de 836 km², iar în anul următor comitatul Greer, considerat până atunci parte a Texasului, a fost cedat teritoriului Oklahoma prin hotărârea Curții Supreme a SUA. Toate acestea, împreună cu rezervațiile Kiowa, Comanche-Apache și Wichita recent deschise, au făcut ca teritoriul Oklahoma să aibă o suprafață colonizată de 97.000 km², dintre care 7.000 km² erau încă în rezervații indiene.

### Drumul către statalitate
Teritoriul Oklahoma a existat între 1890 și 1907. În acea perioadă, el a fost administrat de șapte guvernatori (și doi guvernatori interimari). În cei 17 ani de existență, singurul lucru remarcabil care s-a întâmplat a fost ideea crescândă a obținerii statalității, idee apărută în teritoriul Indian. Majoritatea guvernatorilor au fost în funcție timp de doar câteva luni; instituțiile înființate în această perioadă au fost Universitatea Oklahoma, Universitatea Oklahomei Centrale (pe atunci denumită Școala Normală Teritorială) și Universitatea Statului Oklahoma (pe atunci denumită Școala Agricolă și Mecanică Oklahoma). Scopul real al teritoriului a fost acela de a servi drept guvern de tranziție spre înființarea statului.
Reprezentanții celor Cinci Triburi Civilizate s-au întrunit în 1902 pentru a obține statalitatea Teritoriului Indian și au ținut o convenție la Eufaula. Reprezentanții s-au întrunit din nou în 1903 la o convenție constituțională.
Convenția Constituțională Sequoyah s-a întrunit la Muskogee, la 21 august 1905. Generalul Pleasant Porter, șeful tribului Creek, a fost ales președinte al convenției. Delegații aleși au decis ca reprezentanții celor Cinci Triburi Civilizate să fie numiți vicepreședinți: William C. Rogers, șef principal al Cherokee-ilor; William H. Murray, numit de guvernatorul Chickasaw Douglas H. Johnston pentru a reprezenta tribul Chickasaw; șeful Green McCurtain al tribului Choctaw; șeful John Brown din tribul Seminole; și Charles N. Haskell, numit de Porter pentru a-i reprezenta pe indienii Creek.
Convenția a alcătuit o constituție, a pregătit un plan de organizare teritorială, cu o hartă a viitoarelor comitate și a ales delegați să se prezinte la Congresul Statelor Unite să ceară statalitatea. Propunerile convenției au fost acceptate prin referendum în teritoriul Indian.
Delegația a fost primită cu răceală la Washington. Politicienii din est se temeau de admiterea a încă două state din vest, l-au presat pe președintele Theodore Roosevelt. El a decis că teritoriile Indian și Oklahoma vor deveni stat doar unite.
Munca Convenției Constituționale Sequoyah nu s-a pierdut. Când reprezentanții teritoriului Indian s-au alăturat convenției consituționale a statului Oklahoma de la Guthrie din anul următor, au adus cu ei experiența constituțională acumulată. Constituția Sequoyah a constituit baza constituției statului Oklahoma, care s-a înființat în 1907 în urma unirii celor două teritorii.
Guvernatorul teritorial Frank Frantz a supervizat tranziția de la teritoriu la stat. A fost ales candidat al Partidului Republican pentru funcția de guvernator al statului. Democratul Charles N. Haskell i-a fost adversar în alegerile din 17 septembrie 1907. La aceleași alegeri, s-a validat prin referendum constituția statului Oklahoma. Constituția a fost adoptată, iar Haskell a fost ales guvernator. Odată ce cetățenii statului Oklahoma au acceptat la 16 noiembrie 1907 și Constituția Statelor Unite, Oklahoma și teritoriul Indian au fost oficial dizolvate și statul Oklahoma a fost admis ca al 46-lea stat al Uniunii.